# مترو طهران
مترو طهران (بالفارسية: مترو تهران) نظام نقل سريع يخدم العاصمة الإيرانية طهران، ويعد أكبر نظام مترو في الشرق الأوسط. وتعد واحدة من أكثر محطات المترو ازدحامًا في الشرق الأوسط. افتتح مترو طهران في سنة مارس 1999. ينقل مترو طهران أكثر من 3 ملايين مسافر يوميًا. في عام 2018، تم إجراء 820 مليون رحلة في مترو طهران. اعتبارًا من 2020، كان إجمالي طول خطوط المترو 253.7 كيلومتر (157.6 ميل) طويلًا، 186 كيلومتر (116 ميل) منها قطار مترو. من المخطط أن يبلغ طوله 430 كيلومتر (270 ميل) مع 11 خطوط بمجرد اكتمال جميع الإنشاءات بحلول عام 2040.
تعمل خدمة المترو في جميع أيام الأسبوع من الساعة 5:30 صباحًا حتى 22:30 مساءً. يستخدم الخط مقياسًا قياسيًا وهو في الغالب تحت الأرض. سعر التذكرة هو 1500 تومان إيراني لكل رحلة (حوالي 0.06 دولار أمريكي)، بغض النظر عن المسافة المقطوعة، لكن استخدام التذاكر المدفوعة مسبقًا يكلف أقل بكثير، يمكن لكبار السن السفر مجانًا في المترو، في جميع قطارات مترو طهران، يتم حجز العربات الأولى ونصف الثانية من كل طرف للنساء، ومع ذلك لا توجد قيود تمنع النساء من ركوب السيارات الأخرى.

## تاريخ
تم وضع المخططات الأولية لنظام المترو في أواخر الستينيات، لكن لم يتم تنفيذها حتى عام 1982 بسبب القضايا الاجتماعية والسياسية مثل الثورة الإيرانية والحرب الإيرانية العراقية. في عام 1970، أعلنت منظمة الخطة والميزانية وبلدية طهران عن مناقصة دولية لبناء مترو في طهران. وفازت شركة سوفريتو الفرنسية، التابعة لهيئة النقل العامة في باريس، بالمناقصة وفي نفس العام بدأت في إجراء دراسات أولية حول المشروع. في عام 1974 تم تقديم تقرير نهائي مع ما يسمى باقتراح «شارع مترو». بدأت المسوحات الجيولوجية في عام 1976. في عام 1978، بدأت الشركة الفرنسية في بناء الخط في شمال طهران، ولكن هذا التطور لم يدم طويلاً مع ظهور الثورة الإيرانية والحرب الإيرانية العراقية في 1979 و 1980 على التوالي. أوقفت سوفريتو عملياتها في إيران في ديسمبر 1980. في 3 مارس 1982، أعلن وزراء الحكومة الإيرانية رسميًا وقف عمليات مترو طهران من قبل الشركة الفرنسية.
في عام 1985، تمت إعادة الموافقة على «خطة تنفيذ مترو طهران» من قبل مجلس النواب، البرلمان الإيراني، على أساس المشروع القانوني «تعديل قانون تأسيس شركة سكة حديد طهران المدينة والضواحي» التي تأسست في فارفاردين 1364 (أبريل 1985). كان هذا استمرارًا حرفيًا لنفس المشروع الذي تم وضعه قبل الثورة. بحلول صيف عام 1985، دفع الضغط السكاني الناجم عن التوسع السكاني السريع، وعدم وجود نظام نقل عام متطور، إلى استئناف العمل بشكل جدي. تقرر إنشاء مؤسسة باسم شركة مترو من أجل التعامل مع التطوير المستقبلي للنظام.
بعد هذه المرحلة، ترأس شركة المترو من قبل أصغر إبراهيمي أصل لمدة أحد عشر عامًا. خلال هذا الوقت، تم إنفاق مئات الملايين من الدولارات على المشروع ومنحت شركة مترو امتيازات حكومية لاستغلال مناجم خام الحديد في بندر عباس (مقاطعة هرمزجان)، واستغلال وبيع منجم موغان ديوتوميت في منطقة أذربيجان الإيرانية، تصدير مخلفات المصافي من مصفاة تكرير النفط في أصفهان وكذلك القطران من مصنع الصلب في أصفهان . بعد عام من مغادرة أصغر إبراهيمي أصل إدارة شركة المترو وخلفه محسن هاشمي، تم إطلاق الخط الأول لمترو طهران بين طهران وكرج.
في 7 آذار (مارس) 1999، بدأ قطار بري سريع من طهران-كرج خدمة محدودة قدرها 31.4 كيلومتر (19.5 ميل) بين ساحة آزادي (طهران) ومالارد (كرج) وكان هناك عند محطة وسيطة واحدة في فاردافارد.
خط بدأ تشغيل 5 من مترو طهران في عام 1999 وكان أول نظام مترو في إيران. تم إنشاء الخط من قبل شركة نورينكو الصينية.
من عام 2000 فصاعدًا، بدأ التشغيل التجاري على الخطوط 1 و 2 يتم توفير العربات الموجودة على هذه الخطوط بواسطة شركة سی‌آرآرسی چانگ‌چون. يتم توفير خطوط السكك الحديدية والنقاط الموجودة على هذه الخطوط من قبل شركة فوست‌آلپینه النمساوية.
يستخدم المترو معدات تم تصنيعها من قبل مجموعة واسعة من الشركات العالمية: يتم توفير سيارات الركاب ذات الطابقين للخط الإقليمي طهران-كرج بواسطة سی‌آرآرسی چانگ‌چون (على الرغم من أن بعض القطارات من شنغهاي الكتريك) عبر سی‌آرآرسی چانگ‌چون ويتم تجميعها بواسطة مصنع واجون بارس في أراك.
اعتبارًا من عام 2010، تم إنفاق ما يقرب من 2 مليار دولار على مشروع المترو. ينقل مترو طهران حوالي 2.5 مليون مسافر يوميًا عبر خطوطه التشغيلية السبعة (الخطوط 1,2,3,4,5,7,8). كما أن لديها خط إضافي واحد قيد الإنشاء (الخط 6)، وخطان إضافيان في المرحلة الهندسية. تمت إضافة 80 عربة جديدة إلى النظام في سبتمبر 2012 لتسهيل النقل وتقليل الازدحام في ساعات الذروة. إيران قادرة على إنتاج حاجتها من العربات والقطارات بشكل مستقل.
2.8 كيلومتر (1.7 ميل) بدأ تشغيل الخط الفرعي للخط الرابع إلى مطار مهر أباد الدولي في 15 مارس 2016. أ 31 كيلومتر (19 ميل) تم افتتاح الخط السريع إلى مطار الإمام الخميني الدولي في أغسطس 2017.

## أمان
تم تجهيز جميع الطرق بحماية تلقائية للقطارات (ATP)، ومحطة قطار أوتوماتيكية (ATS)، ومراقبة حركة المرور المركزية (CTC)، وSCADA. يستخدم المزيد والمزيد من السكان المترو بسبب السرعة، وافتتاح المزيد من المحطات والتطوير العام مع السلالم المتحركة الجديدة، والمصاعد، وتكييف الهواء في القطارات.

## الخطوط

خريطة مترو طهران

### القائمة
| Line                                   | الافتتاح                               | الطول               | المحطات | النوع        |
| -------------------------------------- | -------------------------------------- | ------------------- | ------- | ------------ |
| 1                                      | 2001                                   | 86.9 كـم (54.0 ميل) | 32      | المترو       |
| 2                                      | 2000                                   | 24.6 كـم (15.3 ميل) | 22      | المترو       |
| 3                                      | 2012                                   | 33.7 كـم (20.9 ميل) | 25      | المترو       |
| 4                                      | 2008                                   | 24.4 كـم (15.2 ميل) | 23      | المترو       |
| 5                                      | 1999                                   | 67.5 كـم (41.9 ميل) | 13      | قطار الضواحي |
| 6                                      | 2019                                   | 32.5 كـم (20.2 ميل) | 24      | المترو       |
| 7                                      | 2017                                   | 22.5 كـم (14.0 ميل) | 21      | المترو       |
| مجموع المترو:                          | مجموع المترو:                          | 224.6 كـم (140 ميل) | 147     |              |
| المجموع الكلي (المترو مع قطار الضواحي) | المجموع الكلي (المترو مع قطار الضواحي) | 292.1 كـم (182 ميل) | 160     |              |

### الخط 1
الخط 1، الملون باللون الأحمر على خرائط النظام، يبلغ طوله 86.9 كيلومتر (54.0 mi)، منها 14.9 كـم (9.3 ميل) تحت الأرض (من محطة تجريش إلى معبر شوش-خيام) والباقي يسير على مستوى السطح. يوجد 5 محطات على طول هذا الخط، منها 23 محطة تقع تحت الأرض وثماني محطات فوق الأرض. اعتبارًا من 2018 م بلغَت الطاقة الاستيعابية الإجمالية للخط الأول 650 ألف مسافر يوميًّا، وتتوقف القطارات في كل محطة لمدة 20 ثانية. يتكون كل قطار من سبع عربات، وتبلغ طاقته الاستيعابية الاسمية 1300 راكب جالس وواقف. السرعة القصوى للقطارات هي 80 كم/س (50 ميل/س) والتي تُقلل إلى متوسط 45 كم/س (28 ميل/س) بالقرب من التوقفات في المحطات على طول الطريق.
الخط الأول يمتد في الغالب باتجاه الشمال والجنوب. اُفتتحَ في البداية بطول 4.1 كيلومتر (2.5 mi)، مع تمديد الخط من محطة ميرداماد إلى محطة قولهاك بثلاث محطات في 20 أيار 2009.[بحاجة لمصدر] ثم مُدد بمسافة 4 كيلومتر (2.5 mi)، مع أربع محطات، إن المرحلة الثانية من التوسعة من محطة قولهاك إلى ساحة تجريش قد اكتلملت في عام 2011. وكان من المقرر أن يكتمل البناء بحلول مارس/آذار 2007، لكنه واجه مشاكل كبرى بسبب الصخور الكبيرة وطبقات الصخور في جزء من الأنفاق، فضلًا عن مشاكل تصريف المياه. كما واجهت مشاكل تمويلية كبيرة حيث رفضت الحكومة تحويل الأموال المخصصة للمشروع إلى البلدية، وقد عانى المشروع عمومًا في بدايته من الناحية المالية بسبب العقوبات الاقتصادية على إيران التي اشتدّت لاحقًا بعد تمويل إيران لجماعات المقاومة الفلسطينية.
منذ أغسطس 2017، أصبحت محطة دروازه دولت، إحدى محطات الخط الأول، مفتوحة 24 ساعة في اليوم، من أجل استيعاب الركاب المسافرين من وإلى مطار الإمام الخميني عبر الخط الأول، حيث هناك رحلات طيران طوال اليوم.
الخط رقم 1 يربط طهران بمطار الإمام الخميني الدولي. اُفتتحَت المرحلة الأولى منه إلى محطة شهر آفتاب في عام 2016، واُفتتحَت محطة المطار في آب 2017. وهو خط المترو الوحيد في طهران المفتوح بالكامل 24 ساعة في اليوم (وتردد مجيئه كل 80 دقيقة فقط تقريبًا)، من أجل استيعاب الركاب من الرحلات الليلية المتأخرة والصباح الباكر (محطة دروازه دولت في الخط 1 هي محطة المترو الوحيدة الأخرى خارج الخط 1 بهذا التصنيف). إن المرحلة الثالثة، التي تحت الإنشاء حاليًا، ستمدد الخط الأول إلى مدينة برند التابعة الحضرية، وسيصل الطول الإجمالي للخط إلى 50 كـم (31 ميل). إن سرعة المترو هي 120 كـم (75 ميل) في الساعة، مما يصنفها كخط مترو سريع، وهو الأول من نوعه في مترو طهران، حيث لا تصل بقية خطوط المترو لهذه السرعة.

### الخط 2
اُفتتح هذا الخط بين محطتي صادقية والإمام الخميني في شباط 2000 م. الخط 2 يبلغ طوله 26 كيلومتر (16 mi)، مع 19.6 كـم (12.2 ميل) تحت الأرض و 2.4 كيلومتر (1.5 mi) على مستوى الأرض.[بحاجة لمصدر] ويوجد 22 محطة على طول الخط، منها محطة الإمام الخميني التي يشترك فيها الخط 1. يظهر الخط 2 باللون الأزرق على خرائط النظام ويمتد في الغالب من الشرق إلى الغرب عبر المدينة.
مُدد الخط من محطة الإمام الخميني إلى محطة مترو بهارستان في عام 2004، وإلى جامعة شهيد مدني وسرسبز وعلم صنعت في آذار 2006 مع افتتاح المحطات الوسيطة، دارفازه شميران وسبالان، في تموز 2006. كما مُدد من جامعة علم صنعت إلى طهران بارس في شباط 2009، وإلى فرهنجسارا في حزيران 2010 م. إن مرحلة التوسعة إلى المحطة الشرقية الجديدة قيد البناء.

### الخط 3
الخط رقم 3 يسافر من الشمال الشرقي إلى الجنوب الغربي. إن الخط الثالث هو أحد أهم الخطوط لأنه يربط جنوب غرب طهران بالشمال الشرقي، ويمر عبر الأجزاء المزدحمة من العاصمة، ويساعد بشدة في تخفيف مشاكل المرور. حوالي 7 كيلومتر (4.3 mi) بدأت بالعمل من الخط في 3 في كانون الاول 2012، وتبع ذلك 12 كيلومتر (7.5 mi) من الخط في نيسان 2014 م، وأخيرًا، القسم الأخير من الخط الذي يبلغ طوله 18 كيلومتر (11 mi) وقد اُفتتح هذا الخط الجديد في 22 أيلول 2015 م، مما أدى إلى زيادة طول الخط إلى إجمالي 33.7 كيلومتر (20.9 mi)، ويخدم الخط 25 محطة اعتبارًا من مايو 2021.

### الخط 4
الخط الرابع هو بطول 24.4 كـم (15.2 ميل) مع 23 محطة. وهو يربط الجزء الغربي من طهران بالجزء الشرقي. يبدأ هذا الخط بمروره عبر إكباتان (غرب طهران) إلى كولاهودوز (شرق طهران). بدأ بناء الامتداد الغربي للخط الرابع في عام 2012 لربط إكباتان بميدان تشاهارباغ. وسيشمل هذا الامتداد 3 محطات. كما يوجد خط فرعي من هذا الخط يربط محطة بيمِه بمطار مهرآباد. يحتوي هذا الخط الفرعي على 3 محطات في بيمِه، المحطة 1 و2 والمحطة 4 و6.
اُفتتح القسم الأول، من ساحة فردوسي إلى دروازه شميران، في نيسان 2008 م. اُفتتح القسم الثاني من طريق دروازه شميران إلى ميدان الشهداء في شباط 2009 م. في 24 أيار 2009 م اُفتتح القسم الثالث من ميدان الفردوسي إلى ميدان انقلاب إسلامي. وفي 23 تموز 2012، اُفتتحَت محطتان إضافيتان لربط الخط الرابع بالخط الخامس.
يوجد حاليًا 23 محطة قيد التشغيل على الخط الرابع، ملونة باللون الأصفر على خرائط النظام.

### الخط 5
الخط 5 ملون باللون الأخضر على خرائط النظام؛ وهو خط بطول 67.5-كيلومتر  (41.9 mi) ويحتوي على 13 محطة. يدخل المترو إلى منطقة كرج للمترو في المحطات الرئيسة في كرج وجولشهر وهشتجرد. ويتصل بالطرف الغربي من الخط 2 في محطة طهران (صادقية)، وبالطرف الغربي من الخط 4 في محطة مترو إرم سبز.

### الخط 6
الخط 6 ملون باللون الوردي على خرائط النظام. بدأ بطول هو 9-كيلومتر  (5.6 mi) وقد اُفتتح القسم بين ميدان الشهداء ودولت آباد في 7 نيسان 2019 م. ثم توسّع فأصبح هذا الخط حاليًّا بطول 16.5 كـم (10.3 ميل) مع 13 محطة. وعند اكتماله حوالي 2027 م، سيكون هذا الخط بطول 38 كـم (24 ميل) وسيضم 31 محطة، وهو الخط الذي يربط جنوب شرق طهران بالشمال الغربي. اُستخدمَت آلاب الأنفاق (TBM) لبناء النفق. وتُستخدم تقنية TBM بطريقة الضغط الأرضي المتوازن للعبور بأمان عبر المناطق الحضرية التي لا يوجد بها استيطان كبير.[بحاجة لمصدر]

### الخط 7
يمتد هذا الخط، المشابه للخط 6، وعلى النقيض من الخط 3، من الشمال الغربي إلى الجنوب الشرقي، وقد بنته آلات TBM الحديثة. المرحلة الأولى من الخط يتكون من 18 كـم (11 ميل) بـ7 محطات، اُفتتح في حزيران 2017 م. هذا الخط توسّع لاحقًا فأصبح يحتوي على 22 كـم (14 ميل) مع 20 محطة في الوقت الحالي؛ وهناك أيضًا خطط لتمديده.

## معرض صور

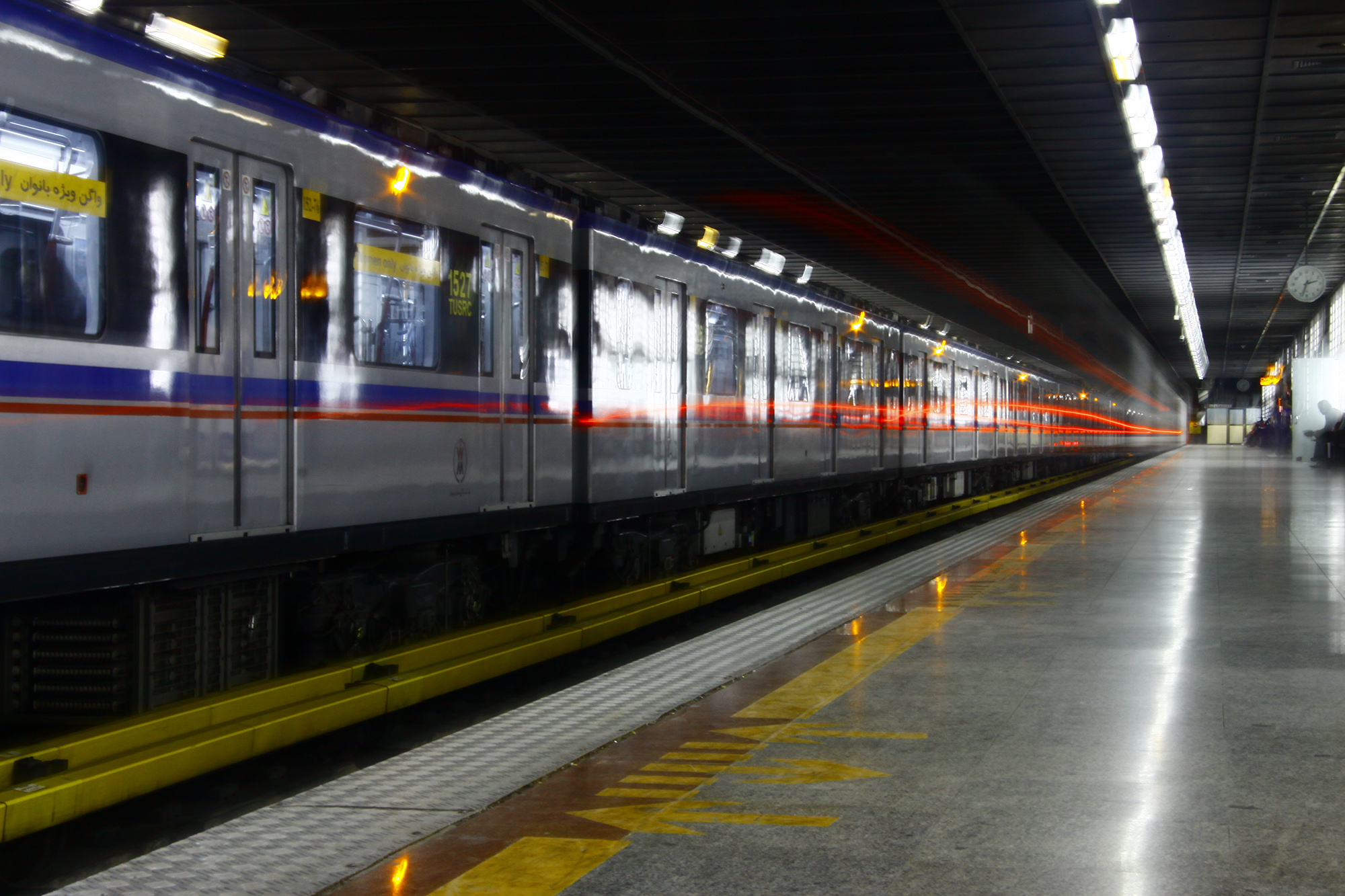
مترو طهران
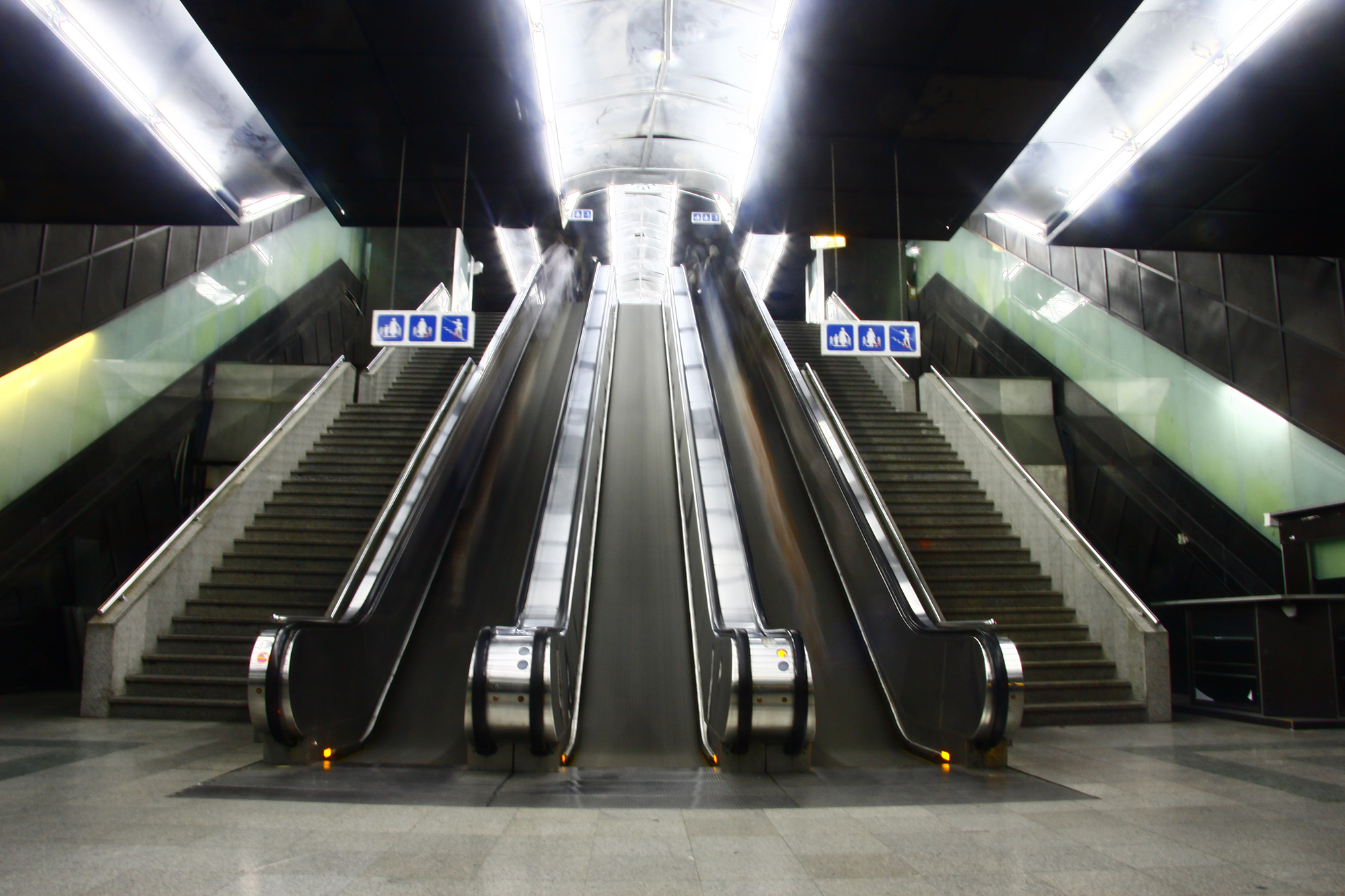
مترو طهران
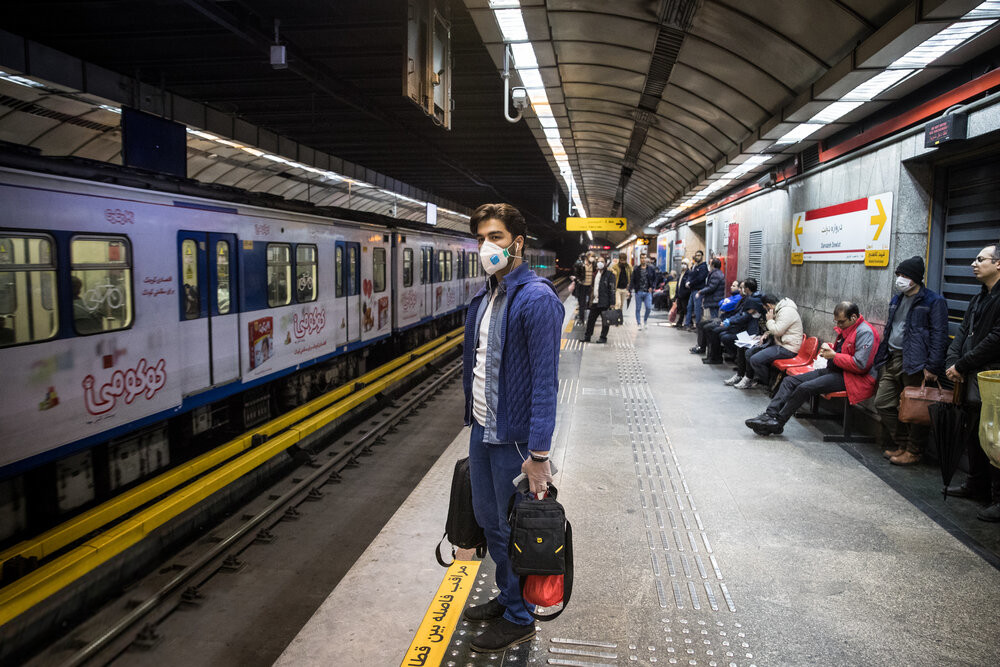
مترو طهران
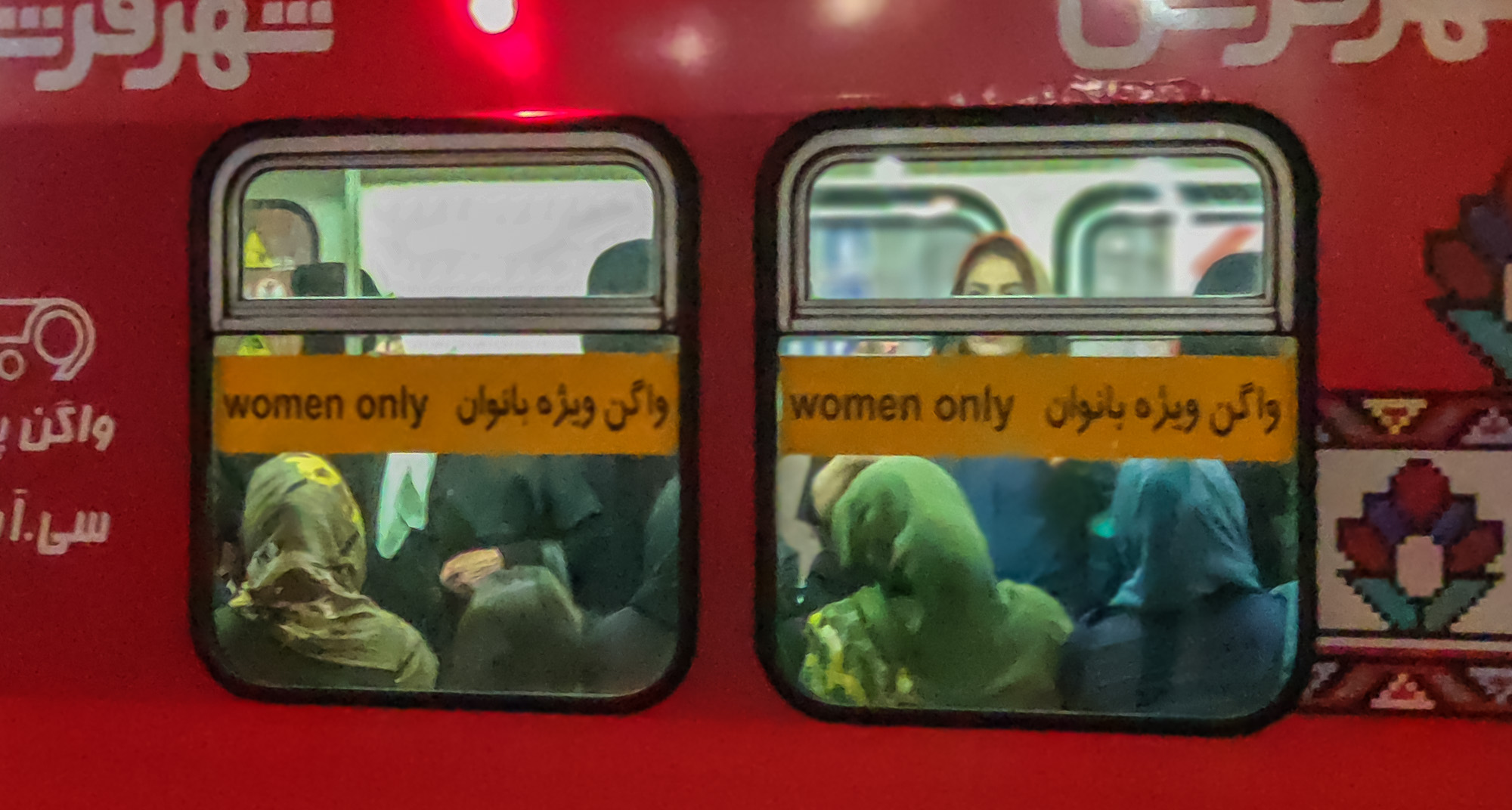
مترو طهران
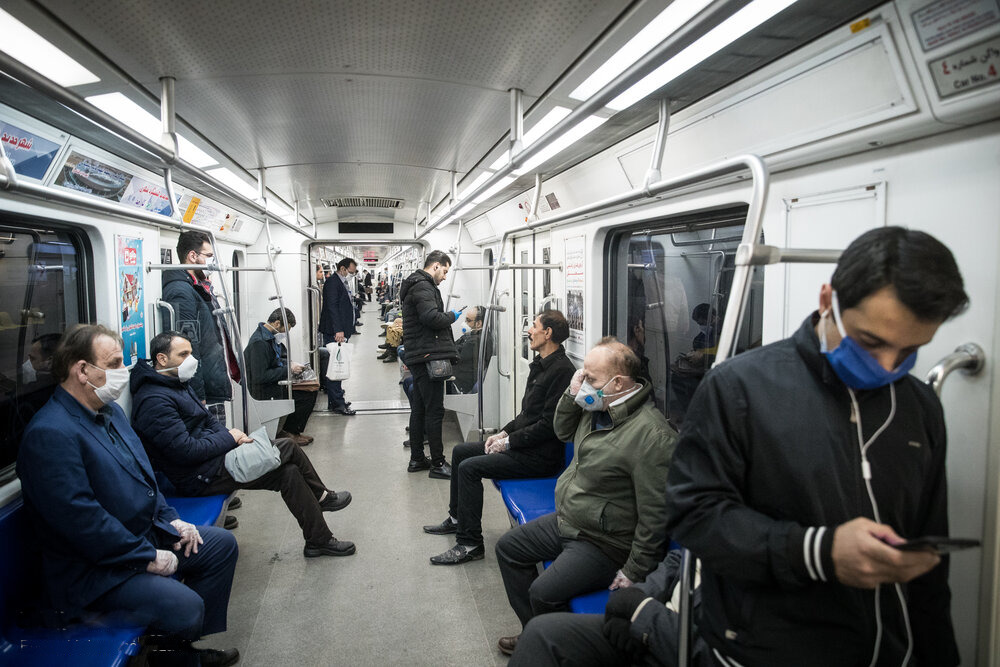
مترو طهران
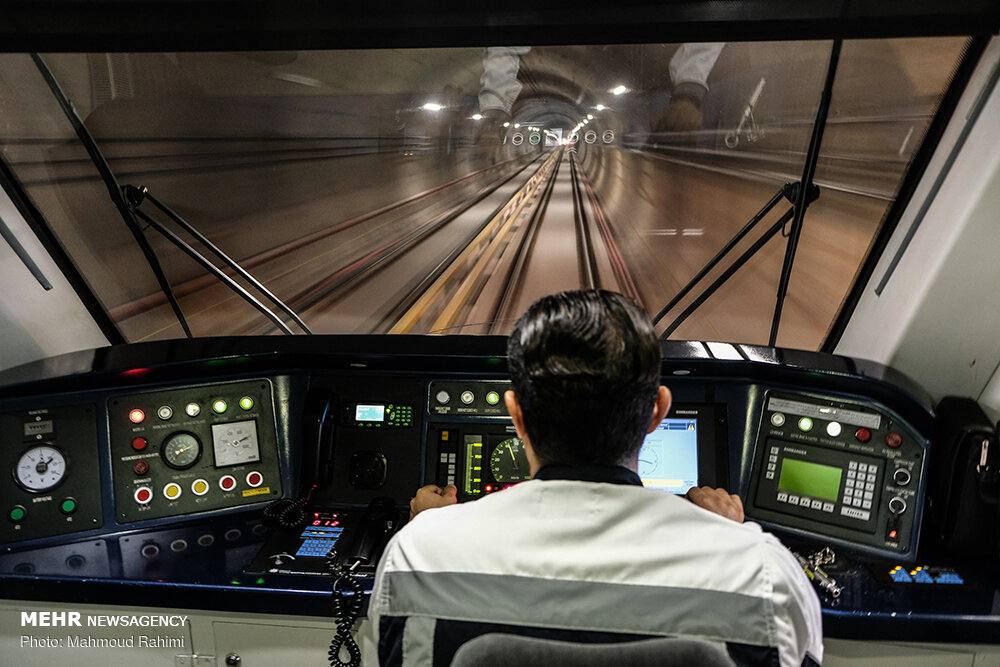
مترو طهران
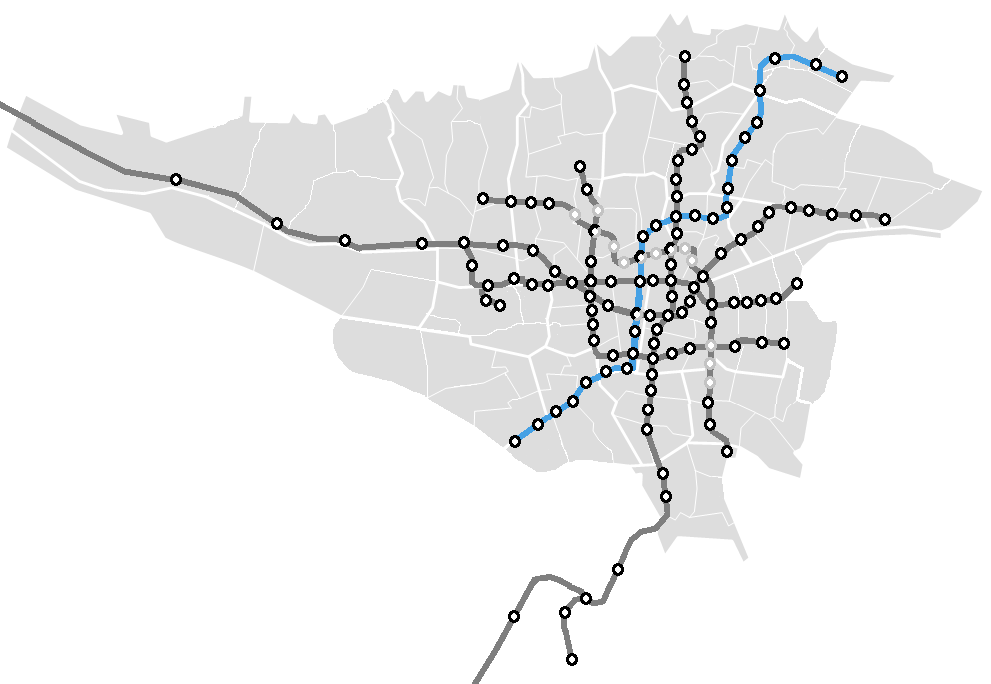
خريطة